# Ray Stewart
Raymond Douglas (Ray) Stewart (Kingston, 18 maart 1965) is een Jamaicaans oud-atleet, die gespecialiseerd was op de sprint. Hij is achtvoudig Jamaicaans kampioen en deed viermaal mee aan de Olympische Spelen.
Op de Olympische Spelen van 1984 in Los Angeles won Stewart een zilveren medaille op de 4 x 100 m estafette. Individueel werd hij zesde in een omstreden 100 m finale.
Zijn beste individuele prestatie behaalde hij in 1987. Hij won toen op het WK 1987 in Rome een zilveren medaille op de 100 m in 10,88 s. Ook op het WK 1991, WK 1993 en WK 1995 behaalde hij individueel de finale en werd respectievelijk zesde, achtste en achtste. In 1995 werd hij bij de estafette vierde.
Op de Olympische Spelen van 1988 in Seoel blesseerde hij zich in de finale van de 100 m en moest hierdoor genoegen nemen met een laatste plaats in een tijd van 12,26. Vier jaar later op de Olympische Spelen van Barcelona werd hij in de finale zevende. Bij zijn laatste Olympische Spelen (1996) nam hij deel aan de 4 x 100 m estafette, maar werd gediskwalificeerd in de voorrondes.

## Titels
- Jamaicaans kampioen 100 m - 1984, 1986, 1987, 1988, 1989, 1991, 1992, 1993
- NCAA kampioen 60 m (indoor) - 1989
- NCAA kampioen 100 m - 1994, 1996

## Persoonlijk record
| Onderdeel | Prestatie | Datum            | Plaats |
| --------- | --------- | ---------------- | ------ |
| 100 m     | 9,96 s    | 25 augustus 1991 | Tokio  |
| 200 m     | 20,41 s   | 1988             |        |

## Palmares

### 60 m
- 1997: 4e WK indoor - 6,55 s

### 100 m
- 1981:  Carfity Games (<17 jr) - 10,9 s
- 1984:  Carfity Games (<20 jr) - 10,40 s
- 1984:  Carfity Games (<20 jr) - 10,2 s
- 1984: 6e OS - 10,29 s
- 1986:  Centraal-Amerikaanse en Caribische Spelen - 10,48 s
- 1987:  WK - 10,08 s
- 1987:  Pan-Amerikaanse Spelen - 10,27 s
- 1988: 7e OS - 12,26 s
- 1991: 6e WK - 9,96 s
- 1992: 7e OS - 10,22 s
- 1993: 8e WK - 10,18 s
- 1995: 8e WK - 10,29 s

### 200 m
- 1981:  Carfity Games (<17 jr) - 22,32 s
- 1983:  Carfity Games (<20 jr) - 21,13 s

### 4 x 100 m estafette
- 1983: 7e WK - 38,75 s
- 1984:  OS - 38,62 s
- 1987:  WK - 38,41 s
- 1991: 6e WK - 38,67 s
- 1995: 4e WK - 39,10 s